# Magagnosc
Magagnosc est un quartier de la commune de Grasse dans les Alpes-Maritimes, cité dès 1248 comme faubourg de Grasse. Il se situe à l'est de la ville, sur la route de Vence et de Nice, à seulement 4 kilomètres à vol d'oiseau du centre ville.

## Histoire
Le quartier de  Magagnosc à Grasse a une origine très ancienne. La désinence -OSC indique un nom d'origine ligure et en 1248, Magagnosc est déjà cité dans les actes comme "faubourg de Grasse".
L'historien de la Provence Garcin  donne une autre origine quelque peu fantaisiste à Magagnosc. Selon lui des Juifs chassés par l'Empereur Tibère en l'an 15 de notre ère auraient été débarqués sur le littoral et se seraient réfugiés à l'intérieur  des terres, relativement bien accueillis par une population pauvre qui se trouvait déjà là et que les Romains nommaient Oxybiens. Garcin désigne alors Magalia qui signifie cabanes en latin comme le radical du nom Magagnosc, ce qui semble bien peu vraisemblable. Frédéric Mistral  lui-même lui attribue une éventuelle origine phénicienne  aussi à partir de Magalh ou Magan car la cité semblait servir d'entrepôt à l'abri des pirates la côte (en arabe Makhzen devenu magasin en français). Il est intéressant de constater que des historiens, certes peu accoutumés encore au travail scientifique mais à l'écoute des traditions orales, aient émis des hypothèses semblables sur un mélange de juifs et de population locales bien avant l'ère chrétienne (Abbé Massa, Papon, Fabre, entre autres). Il est attesté par l'historien Polybe qu'il y eut un combat sur la côte vers Antibes ou Cannes en 154 a.J.C. avec les Romains à la suite duquel les Oxybiens furent obligés de se replier vers la montagne (Histoire des Alpes-Maritimes). Il est possible qu'à la suite de ces métissages les traditions locales aient joué autour du mot ligure puisque magagno signifie malin en provençal et qu'une autre version régionale fait de Magagnosc un ghetto juif à partir du latin "Magna Nox", Grande Nuit. Par ailleurs le recensement des feux du XIVe siècle mentionne une importante communauté juive, ou juiverie,  dans la région , qui s'est maintenue tardivement malgré les conversions forcées,.
Magagnosc est peut-être à l'origine de la tannerie à Grasse. "Grasse est commerçante dès l'origine" note H.de Fontmichel et sa première industrie est celle des peaux. Or il est attesté que les méthodes utilisées (à partir du myrte et du lentisque) étaient celles des Maures et non des Romains. Ce qui indiquerait des influences venues de l'ouest, lors des invasions des Sarrasins, peut-être judéo-mauresques (comme en Provence du sud en général) reçues par la communauté métissée des artisans et commerçants de Magagnosc, qui aurait peu à peu migré vers le rocher et l'eau de la Foux pour industrialiser la tannerie. 
Magagnosc est de nos jours un quartier résidentiel de Grasse avec une mairie annexe

## Personnalités
- Robert Savary (1920-2000), artiste peintre, y résida.
- Jean Leullier (1928-1999), coureur cycliste décédé à Magagnosc.